# Discos y Cintas Denver
Discos y Cintas Denver es un sello discográfico mexicano. Se especializa en rock urbano y tiene dentro su catálogo más de 400 discos en su haber con propuestas nuevas y underground del rock mexicano en todas sus variantes, así como de diversos géneros no difundidos por sellos discográficos transnacionales en ese país.
Desde los años 80 ha incluido grupos underground del medio roquero y de otros estilos musicales sirviendo como plataforma a nuevos grupos con propuestas alternativas a las del mainstream o la radio nacional e internacional que transmiten en México. Sus laboratorios y oficinas se ubican en calle 3 # 15 en la colonia San Miguel Chalma, Tlalnepantla, al norte de la Ciudad de México.

## Historia
Su fundador, Octavio Aguilera, trabajó durante varios años en Discos Orfeón y en Discos Cisne Raff en los años 60 y 70. Entre abril y mayo de 1985 Aguilera decidió hacer su propia compañía discográfica independiente enfocada en grupos que no tenían espacio en las grandes discográficas. Debe su nombre a la afición de su fundador a los Denver Broncos. Sus primeros discos editados fueron de Three souls in my mind y el primer disco grabado por la compañía fue Ficheras del rock del grupo Mara en 1987.

## Catálogo
Dentro de su catálogo se puede citar a:

### Rock

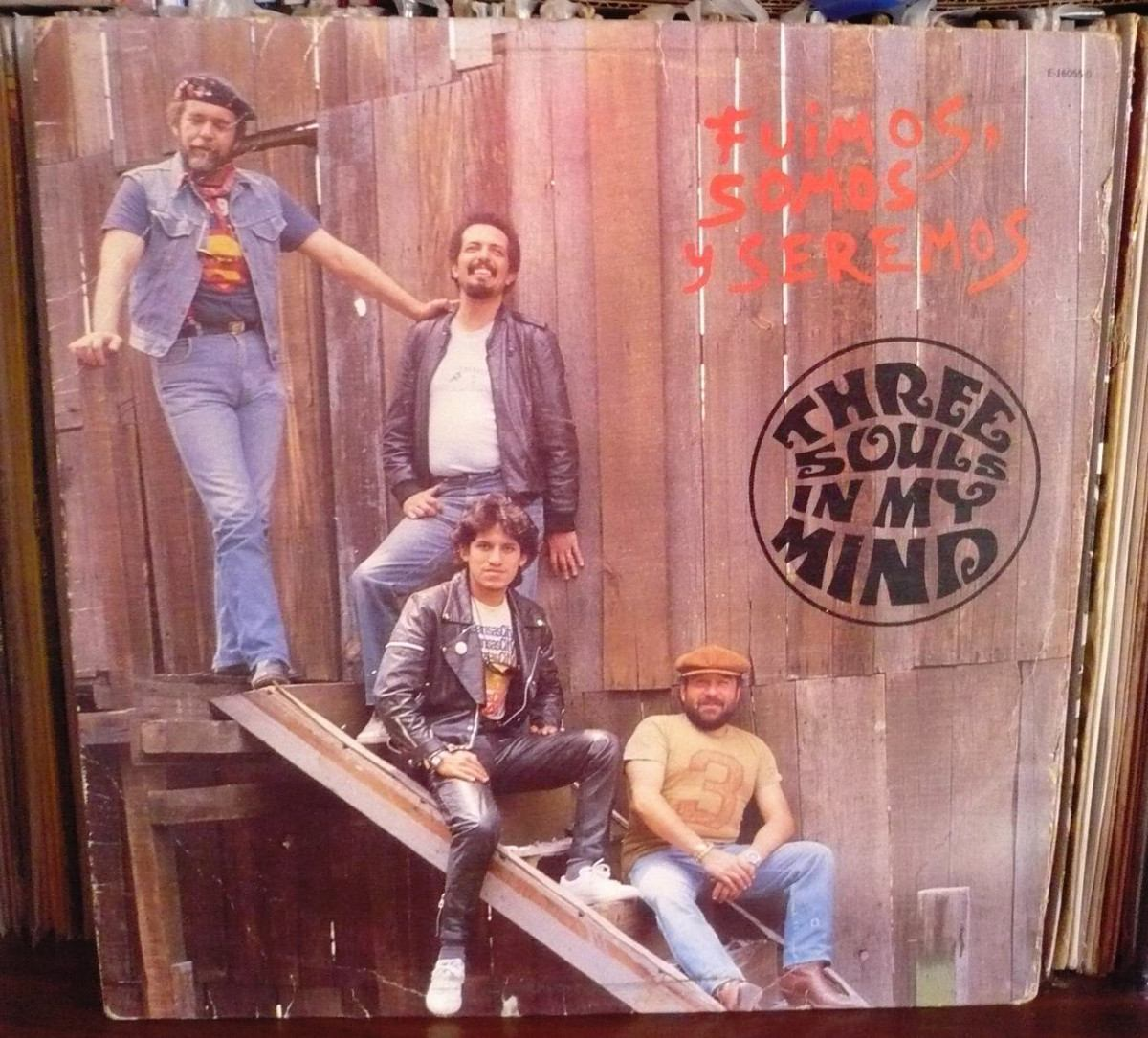
LP de Three Souls in My Mind para el Sello discográfico Denver

- El haragán y compañía
- 3 vallejo
- Alma callejera
- Blues boys
- Baby Bátiz
- Banda Bostik
- Brebaje Extrano
- California Blues
- Charlie Monttana
- Cruz De Fuego
- Dragones Rock
- Emblema Rock
- Grupo Dama
- Hazel
- Heavy Nopal
- Interpuesto
- Isis (banda)
- Javier Bátiz
- Juan Hernández y su banda de blues
- Kenny y los Eléctricos
- Kick Del Bianco
- Liran' Roll
- La Otra Cara De México
- Mara
- Roll Bar
- Sam Sam
- Sur 16
- Next
- Mensajero*
- Yey
- Pacheco Blues
- Rod Levario
- Sedición
- Séptimo Ángel (banda)
- Three Souls in My Mind
- Toma II
- Vago
- Yap's

### Metal
- Arturo Huizar
- Luzbel
- Lvzbel
- Ramses
- Transmetal
- Cruz de fuego
- Next
- Khafra
- Leprosy
- Mara
- R.I.P.
- Vago
- Séptimo Angel
- Food For Maggots

### Punk
- Espécimen
- Leprosy
- Shut up!!
- Rebel'D Punk
- Graffiti 3X
- No Tiene La Vaca
- Síndrome Del Punk
- Yap's

### Gótico
- Duan Marie Anabanta
- Morante
- Nuits Eternelles
- Trágico Ballet
- Hada de Beng

Dentro del mismo catálogo se encuentran grupos internacionales como:
1. Mantra (Costa Rica)
2. Rotteurs (Rusia)
3. Voltrim (Grecia)

Distribuye sus discos en diversos países de América y Europa, principalmente: México, Estados Unidos, Alemania, Costa Rica, Argentina, Brasil, España entre otros.

## Reediciones y recopilaciones
Dentro de su vocación independiente, Discos y Cintas Denver ha realizado en su existencia distintas reediciones y recopilaciones tanto de grupos, conciertos y géneros que no son cubiertos por otros sellos discográficos. Entre ellas la edición en una placa doble del Festival de Avándaro que reunió a grupos como Enigma, La Revolución de Emiliano Zapata, Dug Dugs y Three Souls in My Mind. De estos últimos el sello ha reeditado sus primeras grabaciones.
En el año de 1996 Denver lanzó en casete y en disco compacto la serie de 5 volúmenes de "Lo Más Potente Del Metal", con canciones de artistas y bandas de los años 80, como NEXT, Yey, Luzbel, La Gota, Ramsés, la banda de metal cristiano Cruz De Fuego, al igual que Interpuesto y Transmetal. Los 5 volúmenes de "Lo Más Potente Del Metal" están disponibles en Spotify.
Este sello ha reeditado material del rock de México como el disco El Comienzo de Luzbel (E.P. grabado en 1983 y editado hasta 1995); y ha lanzado a bandas como Mantra, Transmetal y Leprosy que actualmente tienen fama internacional y han compartido escenario con grupos de la talla de Slayer, Anthrax, Morbid Angel, Carcass, Rata Blanca y Motörhead. 
En 1994 reeditaron el primer disco compacto de punk hecho en México, título del álbum "Genética" de la banda Espécimen.
En 2007, Discos y Cintas Denver, lanzó al mercado Dinastía Inmortal, Primer y Segundo Acto, dos discos recopilatorios con las mejores de las bandas de metal gótico mexicano siendo un importante difusor la escena de metal gótico en los últimos años, lanzando primero toda la discografía de Anabantha, así como un disco y DVD en vivo, filmado en el Zócalo Capitalino y posteriormente firmando a tres de los 10 grupos de Dinastía Inmortal: Trágico Ballet (Irapuato, GTO.), Morante (banda) (México, D.F.) y Nuits Eternelles (San Pablo A., Tlaxcala), grabando y lanzando las producciones discográficas de estas. En 2008 presentó  Dinastía Inmortal Tercer Acto con 10 bandas más.
También se encuentra próximo el lanzamiento del DVD y CD en vivo de Dinastía Inmortal grabado en el Circo Volador, así como el Cuarto Acto de este proyecto discográfico.
En el año 2006 la compañia Discos y Cintas Denver impuso un bloqueo a Arturo Huizar por fraude e incumplimiento de contrato derivado de diversas situaciones como el hecho de que Arturo Huizar realizo discos con otras disqueras como Discos Torres con material exclusivo de Denver quedando impedido de grabar, editar discos o contratarse con otras disqueras al no contar con la carta de libertad de contrato discografico tal situación puso de manifiesto la seriedad y profesionalismo de la disquera.